# Elfi Deufl
Elfi Deufl, avstrijska alpska smučarka, * 28. oktober 1958, Waidhofen an der Ybbs, Avstrija.
Ni nastopila na olimpijskih igrah ali svetovnih prvenstvih. V svetovnem pokalu je tekmovala tri sezone med letoma 1974 in 1977 ter dosegla dve uvrstitvi na stopničke v smuku. V skupnem seštevku svetovnega pokala je bila najvišje na osemnajstem mestu leta 1976, ko je bila tudi peta v smukaškem seštevku.